# Friends (Soundtrack)
Friends ist die vierte offizielle Albumveröffentlichung von Elton John aus dem Jahr 1971. Es war ein Projekt, an dem sich John und Bernie Taupin vor ihrem Durchbruch in den USA beteiligten, und diente als Soundtrack-Album für den im selben Jahr veröffentlichten Film Friends – Eine Liebesgeschichte. Es wurde im April 1971 von der RIAA mit Gold ausgezeichnet. Es wurde Johns dritte Goldplatte in ebenso vielen Monaten auf diesem Markt (nach den Alben Elton John im Februar und Tumbleweed Connection im März). Der Titeltrack war trotz der schlechten Leistung des Films ein kleiner Hit in den USA (Platz 34 der Pop-Charts). Das Album erhielt 1972 auch eine Grammy-Nominierung für den besten Soundtrack zu einem Film.
Die Rechte am Soundtrack liegen jetzt bei der Universal Music Group, die mit ihm das Eigentum an Johns Musik teilt und die auch den Paramount Records-Katalog besitzt.
Abgesehen von der ursprünglichen Vinyl-Veröffentlichung im Jahr 1971 wurde das Album bis heute nicht als eigenständige CD veröffentlicht, aber der Soundtrack von „Friends“ ist auf dem 2-CD-Set „Rare Masters“ (1992) erhältlich. Die Tracks 10–19 befinden sich auf Disc One, allerdings mit den Tracks in einer anderen Reihenfolge als auf der Original-LP. Der Unterschied besteht darin, dass „Michelle’s Song“ mit „Honey Roll“ und „Variations on Friends“ die Plätze tauscht.
In den frühen 1970er Jahren spielte John den Titeltrack und „Can I Put You On“ des Öfteren auf Konzerten, wobei letzteres auch auf der nächsten Veröffentlichung als Live-Track erschien, der Live-Aufnahme „17-11-70“ (mit dem Titel 11-17-70 in Nordamerika). Letztmals „live“ gespielt wurde der Song „Friends“ 1999.

## Titelliste
Alle Songs wurden von Elton John und Bernie Taupin geschrieben, evtl. zusätzliche Komponisten sind vermerkt.
LP Seite 1:
1. Friends  – 2:20
2. Honey Roll  – 3:00
3. Variations on “Friends” Theme (The First Kiss)  (Instrumental) John, Paul Buckmaster – 1:45
4. Seasons  – 3:52
5. Variations on Michelle’s Song (A day in the Country)  (Instrumental) John, Buckmaster – 2:44
6. Can I put you on  – 5:52

LP Seite 2:
1. Michelle’s Song  – 4:16
2. I Meant to do my work today (A day in the country)  John, Buckmaster, Text: Richard Le Gallienne – 1:33
3. Four Moods  (Instrumental) Buckmaster – 10:56
4. Seasons Reprise  – 1:33